# Tornow (Familienname)
Tornow ist ein slawischer Familienname.

## Herkunft und Bedeutung
Der Name Torno stammt aus dem Gebiet bei Posen und Gniezno. Dieses war seit dem 7. Jahrhundert slawisch besiedelt. Dort gab es dann auch den Namen Tornow bzw. Torno als Ortsnamen. Der Name ist vom slawischen Wort für Dornen beziehungsweise Gebüsch hergeleitet.

## Verbreitung
In Deutschland leben etwa 2.300 Personen mit dem Namen Tornow, in relativer Häufigkeit hauptsächlich im Osten Mecklenburg-Vorpommerns und im Norden Brandenburgs.

## Varianten
Im Lauf der Geschichte folgten mehrere Namensableitung, die sich über die Jahrhunderte weit verbreiteten. So tritt der Name beispielsweise im russischsprachigen Raum in den folgenden Formen auf:
- Torno (russ. торно)
- Tornow, Tornowa
- Tornowski, Tornowskaja
- Tornai, Tarnai
- Tarnow, Tarna, Tarnaw

## Namensträger
- Eugen Tornow (1834–1904), deutscher Bauunternehmer und Stifter
- Ferdinand Robert-Tornow (1812–1875), deutscher Jurist und Kunstsammler
- Georgia Tornow (* 1948), deutsche Journalistin
- Johann Tornow (1610–1662), brandenburgischer Staatsmann
- Karl Tornow (1821–1874), deutscher Rittergutsbesitzer und Schriftsteller, Pseundonym von Albert Böhme (Schriftsteller)
- Karl Tornow (Sonderpädagoge) (1900–1985), deutscher Sonderpädagoge im Nationalsozialismus
- Karl Robert-Tornow (1851–1892), preußischer Landrat
- Nikolaus Robert-Tornow (1886–1957), preußischer Verwaltungsjurist und Landrat
- Paul Tornow (1848–1921), deutscher Architekt, Dombaumeister in Metz
- Siegfried Tornow (* 1938), deutscher Slawist
- Thorsten Tornow (* 1963), deutscher Schriftsteller und Übersetzer
- Walter Robert-tornow (1852–1895), deutscher Bibliothekar und Übersetzer